# Svenska Folkdansringen

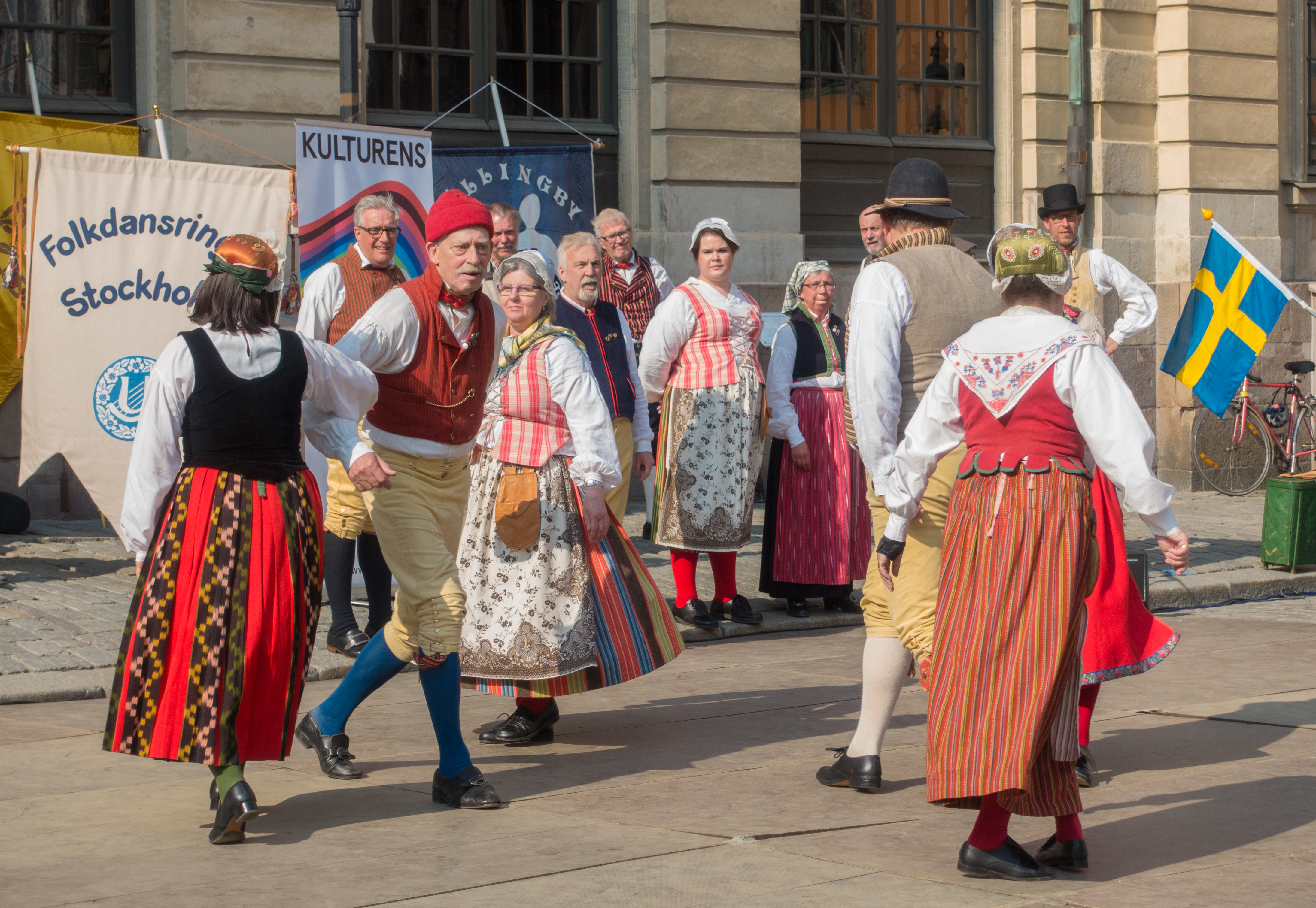
Folkdansringens Dag på Stortorget i Gamla stan i Stockholm 2017, arrangerat av Folkdansringen Stockholm.

Svenska Folkdansringen bildades 1920. År 1922 tog organisationen namnet Svenska Ungdomsringen för Bygdekultur. År 2005 återtogs det ursprungliga namnet Svenska Folkdansringen. I dagligt tal kallas den för Folkdansringen.

## Verksamhet
Folkdansringen består av 22 distrikt  och över 385 lokala föreningar spridda över hela landet. Distriktens gränser följer i stort sett de gamla landskapsgränserna. Antal medlemmar är drygt 15 000.
Verksamhet är inriktad på den folkliga kulturen i Sverige, dock med tonvikten lagd på dans, musik, dräkt och slöjd.
Av tradition har man utbyte, det vill säga man gör besök hos och tar emot besök av  folkdanslag och liknande organisationer i andra europeiska länder. Medlemstidningen Hembygden ges ut fyra gånger per år. 
Folkdansringen ansvarar också för utdelningen av Zornmärket. Den som innehar Zornmärket i guld eller silver har rätt att kalla sig riksspelman.
Folkdansringens distrikt i Dalarna och Jämtland arrangerar årligen en utdelning av polskedansmärken av olika valörer, vartannat år i Jämtland och vartannat år i Dalarna. Ett danspar som vill få ett sådant märke måste dansa upp inför en jury och måste få godkänt på flera polskevarianter. Reglerna är utformade så att man måste börja med den lägsta valören. Om man får godkänt på detta märke kan man dansa upp för nästa valör tidigast året därpå. Då måste man visa upp helt andra polskevarianter och så vidare.            

## Riksordförande (urval)
- 1920–1943 – Gustaf Karlson
- 1925–1929 – Sven Kjersén
- 2006–2016 − Ingela Thalén[2]
- 2016–nu − Hans Hjelm[3]